# Silnice I/4
Die Silnice I/4 (tschechisch für „Straße I. Klasse 4“) ist eine tschechische Staatsstraße (Straße I. Klasse), die von Prag ausgehend in südwestlicher Richtung zur deutschen Grenze führt. Bis nach Příbram war sie als Schnellstraße ausgebaut, die seit Anfang 2016 als Autobahn Dálnice 4 klassifiziert ist.

## Verlauf
Die Straße beginnt vierstreifig am Prager Stadtring (Městský okruh). Sie führt aus der Stadt Prag in südwestlicher Richtung hinaus, kreuzt hinter der Katastralgemeinde Lahovice (Lahowitz) den Autobahnring Dálnice 0, verläuft weiter durch Černošice (Tschernositz) nach Jíloviště (Julowischt), wo sie bei der Anschlussstelle (exit) 10 in die Dálnice 4 übergeht. Der autobahnmäßig ausgebaute Abschnitt endet bisher bei Kilometer 45. Die sie nun wieder fortsetzende Silnice I/4 wird bei der Anschlussstelle 49 wieder zur Autobahn, nimmt bei Milín die von Příbram kommende Silnice I/66 auf, wird bei der Anschlussstelle 63 von der Silnice I/19 gequert und geht bei der Kreuzung mit der Silnice I/20 wiederum in die Silnice I/4 über. Sie kreuzt in Strakonice (Strakonitz) die Silnice I/22 und verläuft weiter über Volyně (Wolin) nach Vimperk (Winterberg) und durchquert anschließend den Böhmerwald. Die Silnice I/39 zweigt nach Südosten ab, und die Straße erreicht hinter Strážný die tschechisch-deutsche Grenze, an der sie sich als Bundesstraße 12 in Richtung Passau fortsetzt.
Die Länge der Straße beträgt unter Einschluss der Autobahnstrecken rund 164 Kilometer, ohne diese 113 Kilometer.

## Geschichte
Von 1940 bis 1945 bildete die Straße einen Teil der Reichsstraße 12.